# 若林宏宗
若林 宏宗（わかばやし ひろむね、1944年1月 - ）は、日本の教育者。公立高校校長、太田情報商科専門学校および太田自動車整備専門学校校長、駒澤大学非常勤講師を歴任。

## 来歴
群馬県太田市生まれ。群馬県立太田高等学校、駒澤大学文学部地理学科卒業。同大学大学院修士課程修了。同大学院博士課程中退。群馬県立高校教諭（地理担当）となり4校勤務を経て県教育委員会事務局課長補佐。教頭、校長、県総合教育センター部長を経て県立桐生高校校長。太田情報商科専門学校・太田自動車整備専門学校の校長、駒澤大学文学部地理学科非常勤講師などを務める。2016年11月に瑞宝双光章を受章。
著書に「どろよけ人生此処にあり」「南極大陸まで」がある。

## 人物
- 高校の時、柔道部で県大会団体優勝。のち群馬県柔道連盟太田支部参与。
- 大学時代に自転車で日本一周と富士山頂自転車登山を行った。駒澤大学自転車部を創る。
- 大学院博士課程の時にアイスランド学術調査（団長として）。
- 高校教諭および教育委員会勤務の間に六大陸を踏破。
- 高校校長を退職後に南極大陸も踏破した。
- 著書「南極大陸まで」では「地理教師 見てきたような ウソを言い」という川柳に対し、これを克服しようとした高校の地理教師が、日本一周自転車の旅と富士山頂重装備自転車登山から南極大陸まで、地球上の全七大陸を旅した記録と、高校教師として考えたこと、熟年となって書いたり話したりしたことを纏めた。

## 著書
- 「国立国会図書館」を参照

## 受賞
- 2016年 瑞宝双光章